# Masterworks Museum of Bermuda Art
Das Masterworks Museum of Bermuda Art ist ein gemeinnütziges Museum, das sich der Kunst widmet, die auf den Bermudas entstanden ist oder von der Insel inspiriert wurde. Es befindet sich in den Bermuda Botanical Gardens in Paget Parish. Die dazugehörige Masterworks Foundation wurde 1987 von Tom Butterfield gegründet und begann ihre Sammlung mit nur zwölf Gemälden. Heute umfasst die Sammlung mehr als 1600 Werke, darunter Gemälde, Fotografien und Skulpturen, die alle von der Landschaft und Kultur Bermudas beeinflusst sind.

## Geschichte
Die Gründung des Masterworks Museum of Bermuda Art geht auf die Idee von Tom Butterfield zurück, Kunstwerke bedeutender amerikanischer Künstler wie Winslow Homer, Georgia O’Keeffe und Andrew Wyeth, die ihre Werke auf den Bermudas schufen, nach Bermuda zurückzubringen. Die Initiative, Kunst von den Bermudas nach Hause zu bringen, führte zur Gründung der Masterworks Foundation, die zunächst als Wanderausstellung Kunstwerke an wechselnden Orten präsentierte.
Im Jahr 2008 fand das Museum schließlich seine dauerhafte Heimat in den Bermuda Botanical Gardens, nachdem ein ehemaliges Arrowroot (Pfeilwurz) Fabrikgebäude aus dem 19. Jahrhundert in ein modernes, 1500 Quadratmeter großes Museum umgebaut worden war.
Zwischen 2004 und 2008 wurde das historische Fabrik-Gebäude umfassend renoviert. Dabei wurde darauf geachtet, den ursprünglichen Charakter des Gebäudes zu erhalten. Heute beherbergt es neben den Ausstellungsräumen auch den Arrowroot Gift Shop, der Kunst und Kunsthandwerk aus der Region anbietet, sowie Homer’s Café, das als Treffpunkt für Besucher dient.

## Sammlung
Die Sammlung des Museums umfasst Werke von Künstlern wie Winslow Homer, Georgia O’Keeffe, Charles Hartley, Ogden Pleissner, Henry Morley und Mark Twain. Neben der ständigen Sammlung werden in der Rick Faries Gallery regelmäßig Wechselausstellungen zeitgenössischer Künstler präsentiert.